# Мали крш
Мали крш је планина у источној Србији. Припада Карпатским планинама, а његови највиши врх је Гарван чија висина износи 929 метара. Планина се налази југоисточно од Мајданпека, у атарима села Рудна Глава, Влаоле и Горњане. Највећим делом припада општини Мајданпек и са врхом Гарван представља највишу тачку ове општине. Пружа се у правцу север-југ, дужином од 9 километара, са максималном ширином од 1,5 километара. Заједно са Великим кршом и Столом чини Горњански крас.
Од Великог крша издвојен је превојем Врата који се налази недалеко од Горњана. Попречни профил гребена Малог крша је асиметричан, са блажом западном и стрмом источном страном. На планини се налази велики број спелеолошких објеката од којих су неки Оманска пећина, Љубина пећина, Србуљешка пећина, Медвеђа пећина, Михаилова пећина, као и велики број јама. Мали крш представља развође Поречке реке и Пека. На источној страни планине налази се велики број извора и водотокова.